# イスタシワトル山
座標: 北緯19度10分44秒 西経98度38分30秒 / 北緯19.17889度 西経98.64167度
- イスタシワトル山 [1][2]
- イスタクシワトル山 [3][4]

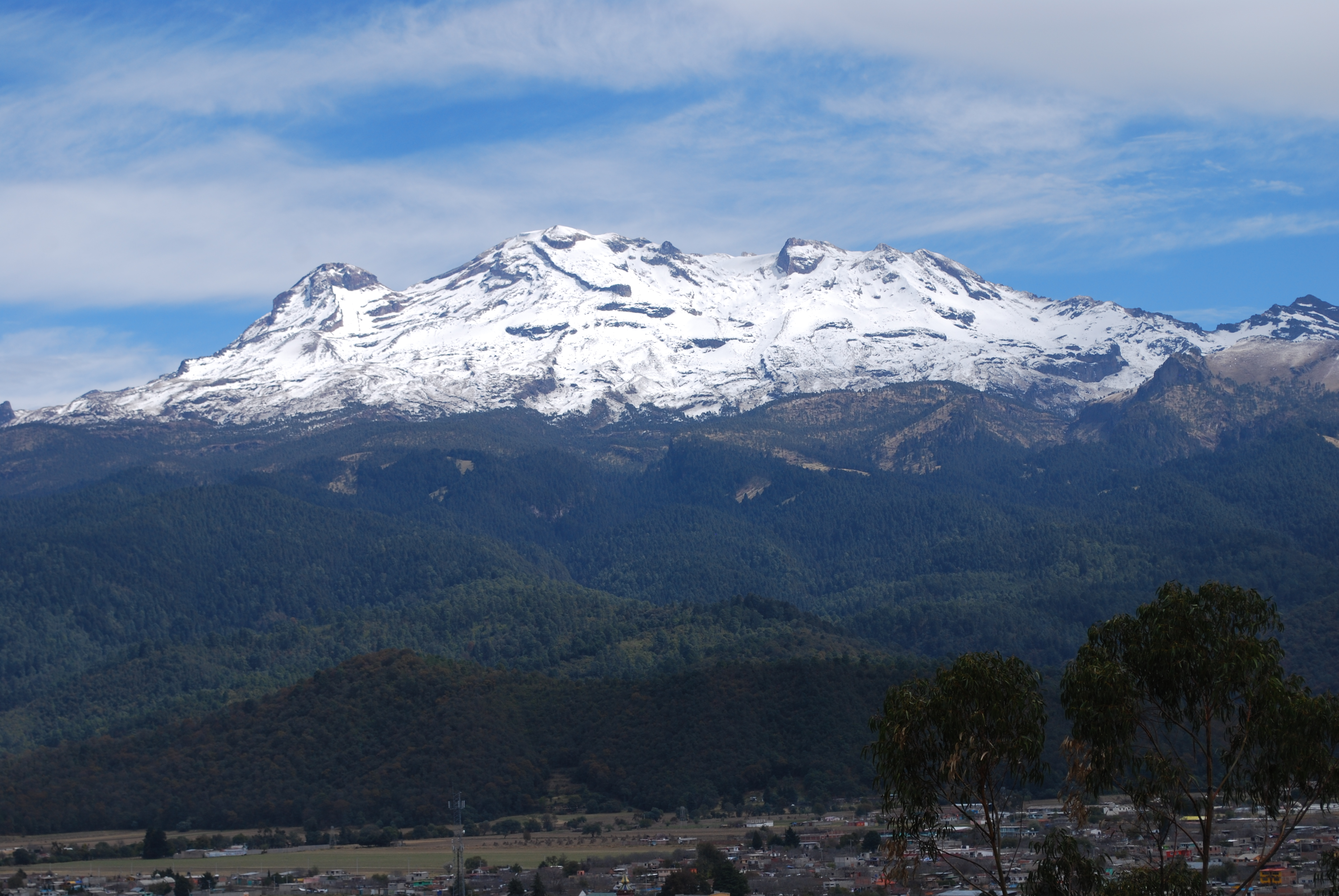
イスタシワトル山

イスタシワトル山（Volcán Iztacihuatl）は、メキシコ中部にある火山である。標高5286メートル。周辺のポポカテペトル山を含む一帯はイスタシワトル・ポポカテペトル国立公園に指定されている（1935年設定・面積257km2）。一帯は2010年にユネスコの生物圏保護区に指定された。

## 概要
メキシコ州とプエブラ州の州境に位置する火山であり、首都のメキシコ市からは南東に50〜60kmほど離れている。1868年に噴火したが、それ以降は噴火の記録がない。3つの峰がある。
山名はナワトル語で「白い女」という意味。オリサバ山、ポポカテペトル山に次ぐ国内第3位の高峰であり、約15km南にあるポポカテペトル山と双子火山をなす。イスタシワトル山は女の山であるが、一方のポポカテペトル山は男の山といわれる。